# Phostria longipennis
Phostria longipennis là một loài bướm đêm trong họ Crambidae.